# Milan Hosta
Milan Hosta, slovenski filozof športa, trener življenjskih veščin in dihalni terapevt, * 28. avgust 1973, Ljubljana, Slovenija.

## Življenje

### Izobraževanje
Leta 1992 je zaključil program srednje naravoslovne matematične šole, sedaj gimnazije Vič. Z izobrazbo naravoslovno-matematičnega tehnika se je vpisal na Fakulteto za šport v Ljubljani in jo uspešno zaključil leta 2000. Kot profesor športne vzgoje je diplomiral z diplomsko nalogo z naslovom Kinezioterapija pri bolnikih z astmo. Kasneje se je zaradi zanimanja za etiko in filozofijo vpisal na filozofsko fakulteto v Ljubljani. Leta 2006 je tako doktoriral iz filozofskih znanosti in pod mentorstvom dr. Leva Krefta in somentorstvom dr. Jima Parrya objavil svojo disertacijo Etična protislovja športa: v kontekstu sodobnega olimpizma. 

### Kariera
Hosta si je pridobival izkušnje kot učitelj telovadbe v javnem šolstvu (2000, gimnazija Poljane), v univerzitetnem okolju kot predavatelj in raziskovalec (2001-2015), v nevladnem sektorju na področju športa in zdravja (2000-2015) in v zasebnem sektorju na področju mednarodno konkurenčne inovativne športne industrije (2008-2010) ter izvajanja evropskih projektov v okviru mednarodnih konzorcijev (2006-2015). Ob tem se je angažiral tudi na področju oblikovanja nacionalne športne politike (2009-2011). Kot filozof športa je vrh dosegel leta 2005 kot vabljeni predavatelj ob 100. obletnici Britanskega olimpizma v Londonu. Leta 2006 se je udeležil usposabljanja ter pridobil naziv licenciran Buteyko terapevt. Kot predavatelj in nosilec predmetov je 5 let deloval na Oddelku za aplikativno kineziologijo, Univerza na Primorskem. Kot gostujoči predavatelj je predaval na Univerzi v Zagrebu (Hrvaška), Kineziološka fakulteta pri Sociologiji in filozofiji športa 2006-2008 ter na Diçle University (Diyarbakır,Turčija), School of Sport and Physical Education, vsebinski modul: Management of Sport & Opportunities for Future (2014). Od leta 2012 do 2013 je vodil strokovno komisijo in bil koordinator projekta “Mladi upi” (štipendiranje perspektivnih mladih športnikov). Od leta 2019 je ustanovitelj in direktor Inštituta za kulturo telesa in duha – TEDU Inštitut, v okviru katerega razvija in trži storitve na področju zdravja in coachinga ter je strokovni sodelavec Resilience Institute Global. V okviru TEDU inštituta prireja delavnice odpornosti, pretoka in integralnega dihanja – dihalnice, kjer na podlagi Buteykove metode tudi sam izvaja tovrstne terapije in vaje za bolj zdravo dihanje - življenje. Trenutno predava za kineziologe na področju pedagogike in humanistike na Fakulteti za vede o zdravju, Univerza na Primorskem.

#### Mednarodne reference
Milan Hosta se je strokovno usposabljal in se udeležil več seminarjev tudi v tujini: na Nizozemskem, Norveškem, Danskem ter v Nemčiji in Grčiji. Pridobil si je tudi več specifičnih mednarodnih referenc v Turčiji, Italiji, Črni Gori in Srbiji z različnimi projekti. Sodeloval pa z Britansko olimpijsko fundacijo leta 2003 na Škotskem.

### Članstvo
Bil je in je še vedno tudi član več slovenskih zvez, trenutno član strokovnega odbora Coaching zveze Slovenije, med drugim pa tudi član izvršnega odbora (2001-2010) Slovenske olimpijske akademije ter ustanovni član (2004-2008) Slovenske koalicije za zdravje. Od leta 2016-2018 član delovne skupine za pripravo vsebin in osveščanje učencev in dijakov o obnašanju v športu pri Ministrstvu za izobraževanje, šolstvo in šport Republike Slovenije. 

## Nagrade
Hosta je prejel nagrado za najboljši izvirni znanstveni prispevek v času doktorskega študija (2002), ki jo je podelila Fundacija Roka Petroviča za prispevek Good sportsperson - good human being v Kinesiologia Slovenica, Univerza v Ljubljani, 8/2 (2002), pp. 26-34.

## Dela
Hosta je avtor več knjig ter priročnikov na področju športa s poudarki na filozofskih, pedagoških in zdravstvenih vsebinah.
- Figure športa (2000)
- Priročnik Astma in šport (2003)
- Igrišče za vsakogar (2005)
- Doping? – Ne hvala! (2005)
- Etika športa: manifest za 21. stoletje (2007)
- Izleti v etiko, filozofijo in filozofijo športa (soavtor, 2021)

Milan Hosta je napisal tudi nekaj knjig in pravljic z namenom ozaveščanja dihanja pri otrocih.
- Dihec Mihec in Tačko Dlačko v vrtcu (2010)
- Dihec Mihec in Tačko Dlačko lovita prahce strahce (2010)

Je tudi soavtor pravljice
- Dihec Mihec in Biba Giba s prijatelji premagata težave (2019).